# 文部省師範学校中学校高等女学校教員検定試験
文部省師範学校中学校高等女学校教員検定試験（もんぶしょうしはんがっこうちゅうがっこうこうとうじょがっこうきょういんけんていしけん）は、1884年（明治17年）より1948年（昭和23年）まで行われていた中等教員免許の検定試験である。「文検」（ぶんけん）と略されるほか、「文部省教員検定試験」（もんぶしょうきょういんけんていしけん）、「中等教員検定試験」（ちゅうとうきょういんけんていしけん）と略される場合もある。
試験名称は時代と共に変遷しているが、最も長く続いた正式名称は「文部省師範学校中学校高等女学校教員検定試験」である。文部省が戦前期に実施していた教員検定としては、この他、高等学校教員検定試験（略称「高検」）、実業学校教員検定試験（略称「実検」）があるが、最も歴史が古く規模の大きい試験であった中等教員検定試験についてのみ「文検」と略称されていた。

## 歴史
- 1884年（明治17年）8月13日 - 文部省達第8号「中学校師範学校教員免許規程」により、制度創設。中学師範学科又は大学科の卒業証書を有せずして中学校・師範学校教員を希望する者を対象に、品行・学力等を検定の上、文部省より免許状を授与。第1回・第2回試験実施。
- 1886年（明治19年）12月22日 - 文部省令第21号「尋常師範学校尋常中学校及高等女学校教員免許規則」制定。第3回より第6回まで試験実施。
- 1894年（明治27年）3月27日 - 文部省令第8号「尋常師範学校尋常中学校高等女学校教員免許検定ニ関スル規程」制定。第7回より第9回まで試験実施。
- 1896年（明治29年）12月2日 - 文部省令第12号「尋常師範学校尋常中学校高等女学校教員免許規則」制定、予備試験制度の導入。第10回より第13回まで試験実施。
- 1900年（明治33年）3月31日 - 勅令第134号「教員免許令」制定、すべての学校の教員免許に関する事項を総括的に規定。
- 1900年（明治33年）6月1日 - 「教員免許令」を受け、文部省令第10号「教員検定ニ関スル規程」制定。第14回より第22回まで試験実施。
- 1907年（明治40年）4月25日 - 文部省令第13号「教員検定ニ関スル規程」改正、受験資格明記。
- 1908年（明治41年）11月26日 - 文部省令第32号「教員検定ニ関スル規程」改正、受験資格に「尋常小学校本科正教員」を追加。第23回より第57回まで試験実施。
- 1932年（昭和7年）8月30日 - 文部省令第15号により「教員検定ニ関スル規程」を「師範学校中学校高等女学校教員検定規程」に改正。第58回より第78回まで試験実施。
- 1943年（昭和18年）3月31日 - 文部省令第35号により「師範学校中学校高等女学校教員検定規程」を「中学校高等女学校教員検定規程」に改正（師範学校の教育水準が中等学校レベルから専門学校レベルに昇格したことにより「師範学校」を削除）。戦後の1947–1949年に第79回より第81回まで試験実施。
- 1949年（昭和24年）9月1日 - 教育職員免許法（昭和24年法律第147号）の施行に伴い、文検廃止。

## 概要
旧制中等教育学校（中学校、高等女学校、師範学校）の教員資格は、本来高等師範学校卒業者に与えられるものとして制度設計されていたが、中等教育機関の拡充に伴う中等学校教員の必要数の拡大に対し、高等師範卒業者がごく少数のままであったため、この教員養成機関卒業者以外に教員検定による免許授与が行われ、文検がその試験であった。
教員検定は、文検による試験検定の他、無試験検定制度もあり、「指定学校」として帝国大学・高等学校・実業専門学校などの官立高等教育機関卒業者や、「許可学校」として文部大臣の許可を得た公私立学校卒業者に、中等教員免許が与えられていた。
許可学校に対する無試験検定は、明治32年の「公私立学校、外国大学卒業生ノ教員検定ニ関スル規定」（文部省令第25号）により導入されたが、許可学校（哲学館〈現東洋大学〉、國學院〈現國學院大學〉、東京専門学校〈現早稲田大学〉、東京物理学校〈現東京理科大学〉等）も当初は限られていたため、明治期を通じて、文検合格者が中等教員の中心を占めていた。
1904年（明治37年）の調査では、中学校教員のうち有資格者は61%であったが、有資格者中文検合格者が50%、無試験検定合格者50%（高等師範卒業者16%、帝国大学卒業者12%、その他22%）であった。
指定学校・許可学校卒業者による無試験検定合格者が、中等教員免許取得者の中心を占めるようになり、試験検定による資格付与の量的必要性が薄れた大正後半期以降も「文検」制度が存続した理由としては、
1. 在野からの優れた教育家のリクルート
2. 受験生の中心を占めていた初等教員にとっての自己研修の機会
3. 教員養成の「傍系（師範学校卒業者で初等教員資格のみの者）」から「正系（高等師範学校卒業者と同格の中等教員資格取得者）」へのバイパス機能

があったとされている。
毎回の受験者が数千人に及び、合格まで複数回受験が当然の難関であったため、受験者・受験雑誌（「教育学術界」「内外教育評論」「文検世界」等）・試験出題者等からなる受験世界が、各教科毎に独自の世界として発達した。

## 試験概要
1908年（明治41年）11月26日の「教員検定ニ関スル規程」改正（文部省令第32号）における内容
- 検定内容　学力・品行・身体
- 検定学科目　修身、教育、国語及漢文、英語、仏語、独語、歴史（日本史東洋史、西洋史）、地理、数学（算術代数幾何、三角法、解析幾何、微分積分）、物理及化学（物理、化学）、博物（動物及生理、植物、鉱物）、法制及経済、習字、図画（毛筆画用器画、鉛筆画用器画）、家事、裁縫、体操、音楽、簿記、農業、商業、手工手芸
- 受験資格
  1. 中学校卒業者
  2. 高等女学校卒業者
  3. 専門学校入学者検定（専検）合格者
  4. 小学校本科正教員、等
- 試験区分
予備試験　各地方実施
本試験　　東京で実施

## 合格者数
統計が残されている第8回（1895年）〜第71回（1939年）の計で、23,395人。毎回の合格率が10%前後の難関であった。

## 主な試験合格者
- 本荘太一郎 - 第2回（1886年）英語、動物、植物、心理、教育学合格。高等師範学校教授・台湾総督府中学校長・神戸市教育課長[5]
- 粟野健次郎 - （1886年）英語科合格。第一高等中学校（後の一高）教員、第一高等学校教諭・教授を経て、第二高等学校教授
- 中島田人 - （1889年）漢文科合格。小説家・中島敦の父
- 山田孝雄 - 第8回（1895年）国語科合格。国語学者（東北帝国大学教授、神宮皇學館大學学長）「山田文法」と呼ばれる文法理論の構築者
- 牧口常三郎 - 第9回（1896年）地理科合格、第13回（1900年）教育科合格。創価教育学会創設者
- 伊賀駒吉郎 - 第12回（1899年）教育科合格。甲陽学院創設者
- 及川平治 - 第19回（1905年）教育科合格。
- 千葉命吉 - 第19回（1905年）教育科合格。
- 堀川安市 - 第21回（1907年）農業科合格、第25回（1911年）動物科・植物科・生理科合格。日本および台湾の自然史研究
- 下中弥三郎 - 第24回（1910年）教育科合格。平凡社創業者
- 稲毛金七 - 第25回（1911年）教育科合格。
- 石川謙 - 第26回（1912年）教育科合格。
- 高塚竹堂 - 第29回（1915年）習字科合格。
- 島田依史子 - 第34回（1920年）裁縫科合格。文京学園創立者
- 井上桂園 - （1922年）習字科合格。国定教科書・文部科学省検定済教科書執筆者
- 香川幹一 - 第41回（1924年）地理科合格。地理学者
- 大村はま - （1928年）国語科合格。国語学者
- 松島詩子 - （1931年）音楽科合格。歌手
- 飯島藤十郎 - 山崎製パン創業者。
- 牧野隆信 - 第78回（1943年）歴史科合格。北前船研究第一人者